# Ernest Van Dijck
Ernest Van Dyck (Antwerpen, 2 april 1861 – Berlaar, 31 augustus 1923) was een Belgische tenor.

## Levensloop
Hij, zoon van een fabrikant, genoot een opleiding als jurist, studeerde rechtsgeleerdheid aan de Katholieke Universiteit Leuven en Universiteit van Brussel. Hij werd journalist bij het blad La Patrie. Hij studeerde zang bij Saint-Yves Bas en de componisten Jules Massenet en Emmanuel Chabrier te Parijs. Vanaf 1883 trad hij op bij 'concerts Lamoureux', een jaar later maakte hij zijn lyrisch debuut te Antwerpen. In 1887 zong hij in het Éden-Théâtre de Franstalige première van Lohengrin. In 1888 debuteerde hij in de rol van Parsifal tijdens het Bayreuther Festspiele, een rol die hij vervolgens regelmatig blijft vertolken. Van 1888 tot 1900 was hij lid van Weense Opera.
Hij was bekend omwille van zijn Wagneriaans repertoire en trad op in tal van grote operahuizen in de wereld. Zo trad hij onder meer op in de Covent Garden, Opéra de Paris en de Metropolitan Opera van New York. Voorts nam hij onder andere de rollen van Tristan, Tannhäuser, Siegfried, Werther, Des Grieux en Faust voor zijn rekening. Tevens was hij een tijdlang schouwburgdirecteur te Parijs waar hij in 1914 als Parsifal afscheid nam van het toneel. Daarnaast was hij leraar aan het conservatorium van Antwerpen (1906-1923) en Brussel (1909-1923). Tot aan zijn overlijden leefde hij in het Berlaarhof. Hij was gehuwd met een zus van componist Franz Servais.
In Antwerpen is er een deel van de Scheldekaaien naar hem vernoemd, met name de Ernest Van Dijckkaai. Het geheel is opgenomen in de Inventaris van het Bouwkundig Erfgoed.
Daarnaast werd er een postzegel van 17 frank uitgegeven in februari 1997 met zijn beeltenis ter ere van de Brusselse opera. De reeks van vier postzegels bevatte daarnaast ook de beeltenis van Marie Sasse (soprano), Hector Dufranne (bariton) en Clara Clairbert (soprano).

## Galerij

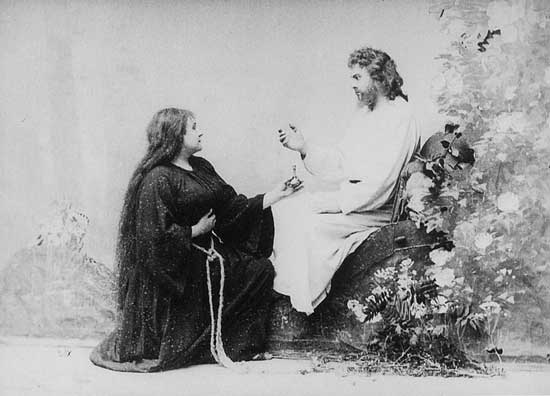
Ernest Van Dyck en Amalia Materna als 'Parsifal' en 'Kundry' in Bayreuth, 1889.
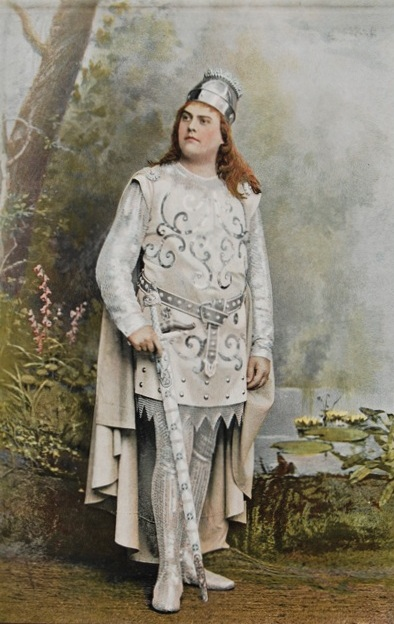
Van Dyck als Lohengrin, 1895

- Bibliothèque nationale de France: cb14802923q (data)
- Gemeinsame Normdatei: 116262028
- International Standard Name Identifier: 0000 0001 1040 9182
- Library of Congress Control Number: n97864703
- MusicBrainz: 71980aae-d647-4e60-b6ba-65bcf6dc7490
- Nederlandse Thesaurus van Auteursnamen: 070017476
- SNAC: w64b3vtr
- Système universitaire de documentation: 104405570
- Virtual International Authority File: 15036925
- WorldCat: E39PBJhGXG7jQByqmWDb69G4MP